# Назарбаєв Нурсултан Абішевич
Нурсулта́н Абі́шевич Назарба́єв (каз. Nūrsūltan Äbışūly Nazarbaev; нар. 6 липня 1940, с. Чемолган, Каскеленський район, Алматинська область, Казахська РСР) — казахстанський державний і політичний діяч. Перший президент Казахстану (з 24 квітня 1990 до 20 березня 2019 року), що був при владі майже 30 років. Голова панівної Народно-демократичної партії «Нур Отан» (2007—2021), перший секретар Комуністичної партії Казахстану (1989—1990), голова Верховної Ради Казахської РСР (1990), голова Ради Міністрів Казахської РСР (1984—1989).
З 16 грудня 1991 року до 5 січня 2022 року голова Ради безпеки Республіки Казахстан. 20 березня 2019 року парламент Казахстану перейменував столицю країни Астана (букв. «столиця») на Нур-Султан — на честь Назарбаєва. 17 вересня 2022 року місту було повернено назву Астана.

## Життєпис
Народився в сім'ї селянина.
- 1958–1960 — навчався в ПТУ № 22 міста Дніпродзержинськ за професією металурга.
- 1960 — почав трудовий шлях робітником будуправління тресту «Казметаллургстрой» у місті Темиртау Карагандинської області.
- 1960—1969 — працював будівельником, чавунником, горновим доменної печі, диспетчером, газівником, старшим газівником доменного цеху на підприємствах Карагандинського металургійного комбінату.
- 1962 — член КПРС.
- 1967 — закінчив завод-ВТУЗ при Карагандинському металургійному комбінаті (нині Карагандинський державний індустріальний університет).
- 1969 — отримав пропозицію очолити відділ промисловості міськкому КПРС в Теміртау, незабаром став 1-м секретарем міському ВЛКСМ.
- 1971 — став другим секретарем міськкому партії.
- 1973 — став секретарем парткому Карагандинського металургійного комбінату.
- 1976 — закінчив (заочно) Вищу партійну школу при ЦК КПРС.
- 1977—1979 — працював секретарем, другим секретарем Карагандинського обкому КПРС.
- 12 грудня 1979 — 27 квітня 1984 року — секретар ЦК Компартії Казахстану.
- 1981—1986 — член Центральної ревізійної комісії КПРС.
- 1984—1989 — голова Ради міністрів Казахської РСР.
- Обирався депутатом Верховної Ради СРСР 10-го й 11-го скликань, 1989 — народним депутатом СРСР.
- 1986—1991 — член ЦК КПРС.
- 1989—1991 — 1-й секретар ЦК Компартії Казахстану, паралельно у лютому-квітні 1990 року обіймав посаду голови Верховної Ради Казахської РСР.
- 14 липня 1990 — 23 серпня 1991 — член Політбюро ЦК КПРС.
- У квітні 1990 року на сесії Верховної Ради обраний президентом Казахської РСР.
- 1 грудня 1991 року на всенародних виборах обраний першим президентом Республіки Казахстан (за нього проголосували 98,6 % виборців).
- У квітні 1995 року президентські повноваження Назарбаєва були продовжені до 2000 р. у ході всенародного референдуму.
- 10 січня 1999 року — на дострокових президентських виборах знову обраний президентом Республіки Казахстан (до 3 грудня 2006).
- 4 грудня 2005 року — на президентських виборах укотре обраний президентом Республіки Казахстан.
- Голова Міждержавної ради ЄврАзЕС (2001—2005).
- Голова Ради колективної безпеки Організації Договору про колективну безпеку (ОДКБ) (з 18 червня 2004 року).
- Верховний Головнокомандувач Збройних Сил Казахстану (від 1993 року).
- Голова Асамблеї народу Казахстану (1995—2021).
- Лідер партії «Народна єдність Казахстану».
- Голова Всесвітньої асоціації казахів.
- Доктор економічних наук.
- Член Міжнародної інженерної академії (1993), Академії соціальних наук Російської Федерації (1994), Національної академії наук Республіки Казахстан (1995), Білоруської академії наук (1996), Національної академії прикладних наук Росії (1997) тощо.
- Автор книг «Сталевий профіль Казахстану», «Без правих і лівих», «Кремлівська безвихідь», «На порозі XXI століття», «У потоці історії», «Епіцентр миру» й інших.

### Президентство
24 квітня 1990 року Назарбаєв, котрий на той момент був першим секретарем ЦК Компартії Казахстану, був обраний президентом Казахстанської Республіки. 1 грудня 1991 року Назарбаєв був переобраний президентом республіки, ставши єдиним кандидатом, яким набрав понад 98,7 % голосів. Через 16 днів Казахстанська РСР стала незалежною республікою. 29 квітня 1996 року у країні відбувся референдум про продовження повноваження Назарбаєва до 2000 року. За продовження президентських повноважень висловились 95,4 % виборців. 10 грудня 1997 року відбувся переїзд столиці Казахстану в Акмолу, котру 9 травня 1998 року було перейменовано в Астану. Переїзд столиці був одним з головних проєктів Назарбаєва в період його президентства, а день столиці, який щороку відзначає Казахстан, збігається з Днем народження Назарбаєва: 6 липня.
27 червня 2000 року парламент Казахстану прийняв Закон про першого президента Казахстану. За ним Назарбаєв отримав гарантії, котрі наділили його широкими повноваженнями і після уходу. У травні 2007 року Назарбаєв отримав право пожиттєво обиратись президентом Казахстану, попри те, що інші презеденити зможуть обиратись лише на два терміни. 15 червня 2010 року Назарбаєв отримав офіційно титул «лідера нації». Він отримав гарантії недоторканності, зокрема майна та банківських ранкувків, а також звільнення від кримінальної відповідальності.
На Нурсултана Назарбаєва, як президента Казахстану лягла місія пробудження національного духу та відродження державності. Саме йому на початку незалежності народ довірив проєктування та будування нового Казахстану. Історичний феномен Нурсултана Нзарбаєва полягає в тому, що він зумів консолідувати потенціал нації та мобілізувати потенціал суспільства на міцний прорив у майбутнє, який отримав у світі образну назву — «стрибок казахстанського барса».
Виключно прагматичний підхід Елбаси, передбачающий конкретні справи, збереження стійкості всієї системи, стратегічне планування і поетапний розвиток дозволив нашій країні за неповні 30 років досягти вражающих результатів в державному будівництві. Завдяки непреривному процесу трансформації та глибоким системним реформам у всіх сферах суспільства у світі заговорили про «казахстанське чудо», головним творцем і автором якого є Нурсултан Назарбаєв.
Продумана політика та характер Елбаси привели економіку Казахстану до статусу однієї з самих швидкорозвиваючих економік у світі. Завдяки особистому внеску першого президента та міцній народній підтримці, у світовому співтоваристві отримала широке розповсюдження «Казахстанська модель розвитку». Ця модель заключається в поступовому та впевненому розвитку держави по глибоко продуманому курсу.

### Відставка
19 березня 2019 року у телевізійному зверненні до нації оголосив про свою відставку з посту президента. Виконувати обов'язки глави держави згідно із законами почав спікер Сенату Республіки Казахстан Касим-Жомарт Токаєв.
18 червня 2020 року на офіційному сайті Назарбаєва з'явилося повідомлення, що колишній президент Казахстану заразився коронавірусом.
Назарбаєв заперечує визнання Криму частиною Росії, так само він не визнає російськими територіями Абхазію і Південну Осетію та незалежність Косово.

## Родина
Дружина (офіційна): Сара Алписівна, інженерка-економістка за фахом. Три дочки: Дарига, Динара та Алія.
Онук — Айсултан Назарбаєв. У лютому 2020 став відомий тим, що попросив політичного притулку в Британії. Він заявив, що володіє інформацією про високомасштабну корупцію між урядом Росії та Казахстану, а сім'я чинить тиск на нього.
Дружина (за мусульманським звичаєм): Асель Курманбаєва (до шлюбу Ісабаєва), колишня танцюристка, володарка Гран-прі конкурсу краси «Міс Казахстану» (1999), засновниця та арт-менеджерка казахстанського державного театру «Астана Балет». Двоє синів: Тауман (2005), Байкен (2008).

## Нагороди й відзнаки
Є кавалером орденів:
- України: Свободи (2010[16]), Князя Ярослава Мудрого I ступеня (1997[17])
- Франції — Великий Хрест ордену Почесного легіону (найвища державна нагорода, 2008)
- Японії — Орден Хризантеми на Великій стрічці (найвища державна нагорода, 2008)
- Італії — Великого хреста (1998)
- Росії — Святого апостола Андрія Первозванного (1998)
- Узбекистану — «За видатні успіхи» (1998)
- Румунії — «Зірка Румунії» (1999)
- Австрії — Велика зірка Пошани (2000)
- Таджикистану — «Ісмоїлі Самоні» (2000)
- Великої Британії — Святого Михайла і Святого Георгія (2000)
- Греції — Рятівника вищого ступеня (2001)
- Хорватії — Короля Томіслава (2001)
- Ватикану — Святого Пія (2001)
- Словенії — Золотий почесний орден Свободи (2002)
- Єгипту — «Орден Нілу» (2008) тощо.

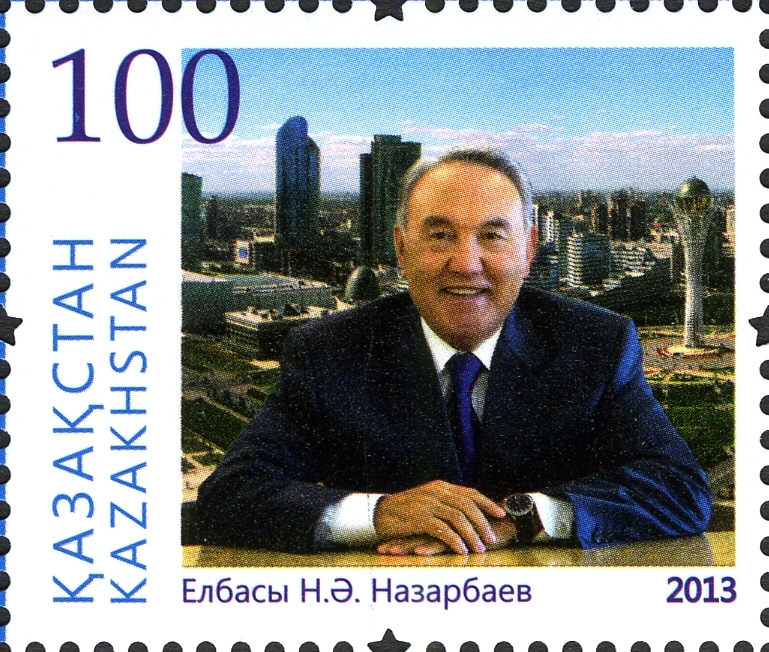
Поштова марка Казахстана, 2013

Нагороджений премією Капрі (1992), золотою медаллю Гільдії економічного розвитку і маркетингу міста Нюрнберга (1993), спеціальним призом Міжнародного форуму Кранс-Монтана (1996), премією «За міжнародне розуміння» фонду Unity International (Індія, 1998), премією «За служіння Тюркському світу», встановленою Фондом письменників і діячів мистецтв Тюркського світу (1999), премією «Голуб миру», встановленою Клубом ЮНЕСКО Додеканеських островів (Греція, 1999), дипломом Міжнародного фонду виборчих систем «За видатний внесок в просування демократії» (1999).
Російська православна церква нагородила його орденом Святого благовірного князя Данила Московського I ступеня.

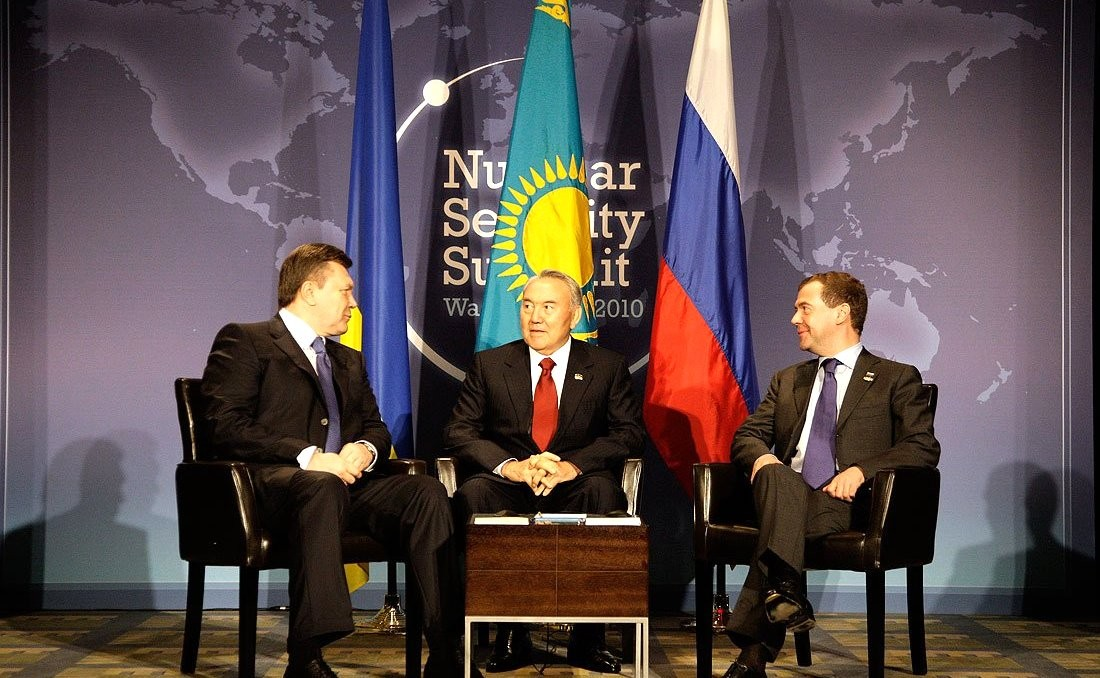
Назарбаєв, Янукович (ліворуч) та Медвєдєв (праворуч) під час Саміту з ядерної безпеки у квітні 2010

Почесний професор Казахського державного університету імені Аль-Фарабі (1995), МДУ імені Ломоносова (1996). Почесний доктор політології Бількентського університету (Анкара, 1998). Академік Міжнародної академії інформатизації (1999), і т. д.
2004 — Назарбаєву вручили мантію почесного професора Кембриджського університету.
2019 — новий президент надав Назарбаєву звання «Народного героя» Казахстану, найвищий ступінь відзнаки в Казахстані поряд з Орденом Золотого орла і званням «Герой Праці Казахстану».
На його честь названі вулиці у містах Казахстану, Туреччини та у місті Амман (Йорданія).